# 손자 손
소냐 손(Sonja Sohn, 1964년 5월 9일)은 미국의 배우로, 아프리카계 미국인 아버지와 한국인 어머니 사이에서 태어났다.

## 생애
미국인 흑인 아버지와 한국인 어머니 사이에서 소냐 월리엄스로 미국에서 태어났다. 오빠가 태어날 무렵, 부모는 아이가 차별 받는 것 때문에 미국으로 갔다. 어머니가 아버지에게 학대 받았고 오빠는 살해당했다.
어머니 성씨를 물려받았다. 호주 출신 음악가 아담 플랙과 결혼했다.

## 영화
- 슬램 (1998년 영화)
- 비상 근무
- 샤프트 (2000년 영화)
- 스텝업 2: 더 스트리트
- 높이 나는 새 (영화)

## 텔레비전
- 더 와이어
- 콜드 케이스
- 굿 와이프
- 바디 오브 프루프
- 체인지 디바
- 번 노티스
- 오리지널스
- 루크 케이지 (드라마)
- 스타 트렉: 디스커버리